# Joaquín Hernández Hernández
Joaquín "Quino" Hernández Hernández (Castelldefels, 14 d'abril de 1964), fou un ciclista català, professional entre 1987 i 1991. El seu principal èxit van ser una victòria d'etapa a la Volta a Espanya de 1989.

## Palmarès
- 1983
  - Vencedor d'una etapa al Cinturó a Mallorca
- 1989
  - Vencedor d'una etapa de la Volta a Espanya
  - Vencedor d'una etapa a la Volta a l'Alentejo

### Resultats a la Volta a Espanya
- 1987. 82è de la classificació general
- 1989. 56è de la classificació general. Vencedor d'una etapa
- 1990. 57è de la classificació general